# Capreolus von Karthago
Capreolus (lateinisch Capreolus Carthaginiensis, † zwischen 22. und 30. Juli 435 oder 437) war von 430 bis 437 Erzbischof von Karthago.
Als Erzbischof von Karthago war er Nachfolger von Aurelius von Karthago und Primas von Afrika.
Kaiser Theodosius II. lud Capreolus ein, sich am Konzil von Ephesos zu beteiligen. Er schrieb einen Brief an das Konzil, da die Vandalen unter Geiserich zu dieser Zeit Nordafrika beherrschten. Sein Diakon Besula brachte den Brief zum Konzil und er wurde auf der ersten Sitzung enthusiastisch aufgenommen. Auch ein Fragment eines Briefes an den Kaiser ist überliefert.
Nach einem alten Kalendarium verstarb er zwischen dem 22. und 30. Juli.